# ماركوس ماديسون
ماركوس ماديسون (بالإنجليزية: Marcus Maddison)‏ (26 سبتمبر 1993 في المملكة المتحدة - ) هو لاعب كرة قدم بريطاني في مركز الوسط. شارك مع منتخب إنجلترا لكرة القدم C ‏. أما مع النوادي، فقد لعب مع سانت جونستون ونادي بيتربورو يونايتد ونيوكاسل يونايتد ونادي بليث سبارتانز ونادي غيتزهد.

## وصلات خارجية
- ماركوس ماديسون على موقع قاعدة بيانات كرة القدم.إي يو (الإنجليزية)
- ماركوس ماديسون على موقع Soccerbase.com (لاعب) (الإنجليزية)
- ماركوس ماديسون على موقع Soccerway.com (الإنجليزية)
- ماركوس ماديسون على موقع AS.com (الإسبانية)